# 주가이 제약
주가이 제약 주식회사(일본어: 中外製薬株式会社, ちゅうがいせいやく)는 일본의 대형 제약 기업이며, 의약품 개발과 제조 및 수입한다.